# 小丹貝克湖
53°47′19″N 11°22′50″E / 53.78861°N 11.38056°E
小丹貝克湖（德語：Kleiner Dambecker See），是德國的湖泊，位於該國東北部，由梅克倫堡-前波美拉尼亞州負責管轄，處於西北梅克倫堡縣，長1.1公里、寬0.9公里，面積0.4平方公里，海拔高度52米，平均水深0.7米，最大水深2米。